# Henrik Elmér
Henrik Elmér, född 5 november 1966 i Stockholm, är en svensk ståuppkomiker.
Elmér fick sitt genombrott i Släng dig i brunnen i slutet av 1990-talet. Han har även medverkat i tv-programmen Räkfrossa, Stockholm Live, Big Words och Babben & Co.
Henrik Elmér har även uppträtt mycket på comedyklubbar i England. År 2006 gjorde han en engelskspråkig standup-show som hette The Sweirdish Mind of Henrik Elmer på Fringefestivalen i Edinburgh. Idén bakom föreställningen i Edinburgh utvecklades så småningom till ett svenskt långfilmsmanus och filmen Meningen med Hugo 2012, där han även gjorde huvudrollen.
Han har en dragning åt absurd, svart humor med bland annat tvångstankar och utanförskap som återkommande teman. Ibland målar han upp surrealistiska, drömlika bilder genom ett nästan osammanhängande ordflöde där humorn blir subtil.
År 1999 belönades han med Bubbenpriset.